# Real Sitio de la Moncloa
El Real Sitio de la Moncloa fue una finca histórica y un palacete situado en el noroeste de Madrid, en el distrito de Moncloa-Aravaca. Fue construido en el siglo XVII y adquirido por la Corona a inicios del siglo XIX, pero sufrió importantes daños durante la batalla de Madrid (1936-1939), siendo demolido más tarde.

## Historia

### Dos huertas aristocráticas

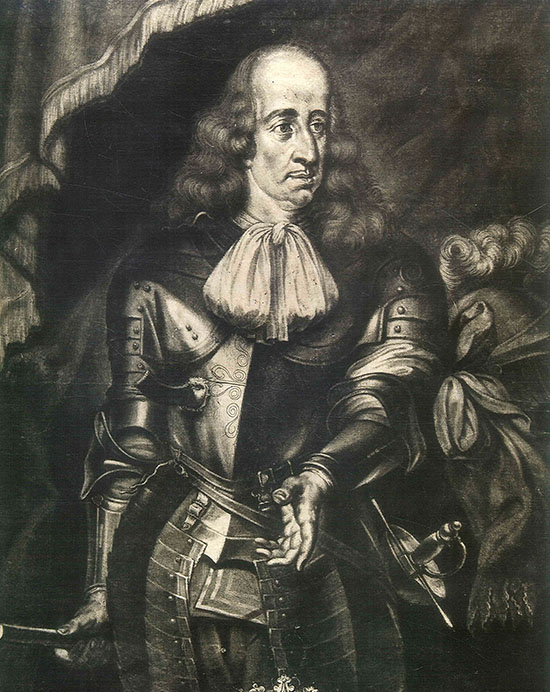
Retrato de Gaspar de Haro, VII marqués del Carpio, primer propietario conjunto de la "huerta de la Monclova" y la "huerta de Sora"

A principios del siglo XVII, la presente finca de la Moncloa se encontraba fuera del límite norte de la villa de Madrid y pertenecía, en su mayor parte al Ayuntamiento y a la comunidad del monasterio de San Jerónimo el Real.
Hay que distinguir entre dos propiedades. La primera finca fue, de 1614 a 1624, progresivamente adquirida por Juana Manrique de Lara, condesa de Valencia, y, tras su muerte, pasó a su yerno Antonio Portocarrero Enríquez de la Cabrera, a quien Felipe III había nombrado conde de la Monclova en 1613. El título se refería a un castillo cercano a Écija y de él derivaría el futuro nombre de la propiedad: la Moncloa.
La finca colindante pasó a ser propiedad privada en 1606, cuando fue adquirida por el contador Antonio de Salinas y, tras pasar por varios dueños, fue comprada por Juan Croy, conde de Sora y capitán de los Archeros del Rey, siendo conocida a partir de entonces como «huerta de Sora».
En 1660, la «huerta de la Monclova» y la «huerta de Sora» fueron adquiridas por Gaspar de Haro y Guzmán, marqués del Carpio y de Eliche, diplomático y favorito de Felipe IV que había sido recompensado con el cargo de montero mayor y las alcaidías del Buen Retiro y El Pardo.
Gaspar de Haro mandó construir en lo alto de la «huerta de Sora» un palacete, que fue decorado con pinturas de Agostino Mitelli y Angelo Michele Colonna, que en ese momento estaban decorando el palacio del Buen Retiro. La cantidad de pinturas al fresco, interiores y exteriores, del palacete le valió el sobrenombre de Casa pintada. Los frescos exteriores, sin embargo, se malograron con rapidez a causa de la inclemencias meteorológicas.
Ambas huertas, junto con el resto de las posesiones que tenía el marqués de Eliche en las inmediaciones, fueron heredadas en 1687, por su única hija, Catalina de Haro, casada con Francisco Álvarez de Toledo y Silva, X duque de Alba de Tormes. La casa de Alba, sin embargo, no conservó las propiedades durante mucho tiempo: la "huerta de la Monclova" fue vendida a Francisco de Agemir en 1694 y la "huerta de Sora" (con el palacete) fue pasando por las manos de varios propietarios como: el marqués de Narros en 1705, Juan Francisco de Heredia y Torres (secretario de Marina) en 1715 y los sucesivos marqueses de Guerra desde 1734, de ahí que por un tiempo fuera conocida como "huerta de Guerra".

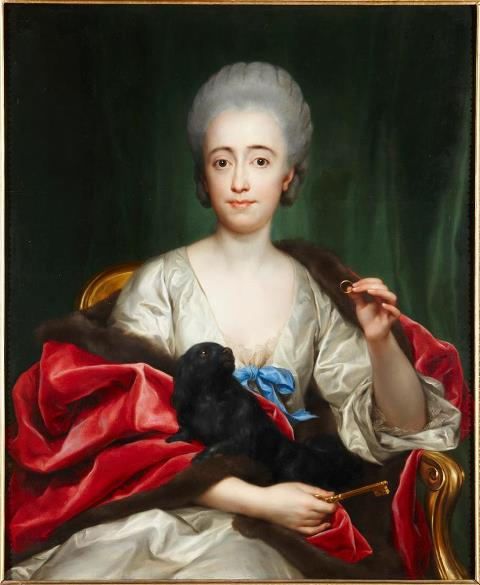
Retrato de la duquesa viuda de Arcos pintado en 1757 por Mengs.

La "huerta de Guerra" fue adquirida en 1781 por Mariana de Silva-Bazán y Sarmiento, duquesa viuda de Arcos quien encargó importantes trabajos de restauración y redecoración en el palacete, siguiente el estilo Luis XVI por entonces en boga. Especialmente suntuosos fueron la "Sala de comer" de dos pisos de altura y el elaborado "Gabinete de estucos", también se reservaron dos pequeñas estancias pintadas de blanco para el hermano de la duquesa, Pedro de Silva, capellán mayor del convento de la Encarnación.
Al morir la duquesa en 1784, se la dejó a su hija María Teresa de Silva Álvarez de Toledo, XIII duquesa de Alba de Tormes y hoy recordada como musa de Goya. La nueva dueña continuó la obras de embellecimiento empezadas por su madre, cabe destacar en especial las de su antealcoba y alcoba. También el resto de la finca recibió su atención, se adquirieron varias huertas y fanegas colindantes, se estableció una fábrica de tejas y ladrillos, una mantequería, corrales y huertos, todo ello servía para abastecer su palacio de Buenavista. La duquesa pasó largas temporadas habitando el palacete hasta su repentina muerte sin descendientes directos en 1802.

### Finca real

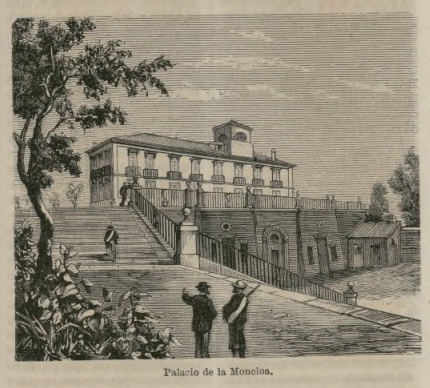
El Palacio de la Moncloa en la de Ángel Fernández de los Ríos de 1876

A partir de 1792, Carlos IV empezó a adquirir varias fincas al norte de Madrid, su ambicioso objetivo era unir los terrenos del Palacio Real con los de El Pardo, el soberano compró primero la finca de la Florida a la marquesa viuda de Castel Rodrigo, fundando el Real Sitio de la Florida. Ese mismo año Godoy, anticipándose a los proyectos del rey, obtuvo la "huerta de la Monclova", situada más al norte. Tres años después, la cedió al soberano a cambio de otras propiedades en Aranjuez. La Monclova fue incorporada a la Florida. La siguiente incorporación se llevó a cabo en 1802, cuando la casa de Alba vendió la "huerta de Alba" con su palacete al monarca, sin muebles y solo once días después de la inesperada muerte de la duquesa.
A partir de entonces la inmensa propiedad fue conocida como Real Sitio de la Florida y el palacete como palacio de Alba, de la Florida o de la Moncloa, cayendo progresivamente los dos primeros en desuso.
Bajo Carlos IV, el palacete fue completamente redecorado y reamueblado, también recibió una nueva escalera principal semicircular de caoba muy parecida a la existente en la Casa del Labrador.
En 1808, tras la partida de Fernando VII a Bayona, se dispuso que La Moncloa pasara ser residencia de recreo de Joachim Murat, que habitaba en el palacio del Almirantazgo, antigua residencia de Godoy. Tras pasar solo trece días en el palacete, Murat partió hacia Francia debido a problemas de salud. José I también lo utilizó esporádicamente, mandando a Jean-Démosthène Dugourc realizar algunos retoques interiores en 1809.
En 1816, Fernando VII encargó al arquitecto Isidro González Velázquez que restaurara el palacio.

### Propiedad estatal

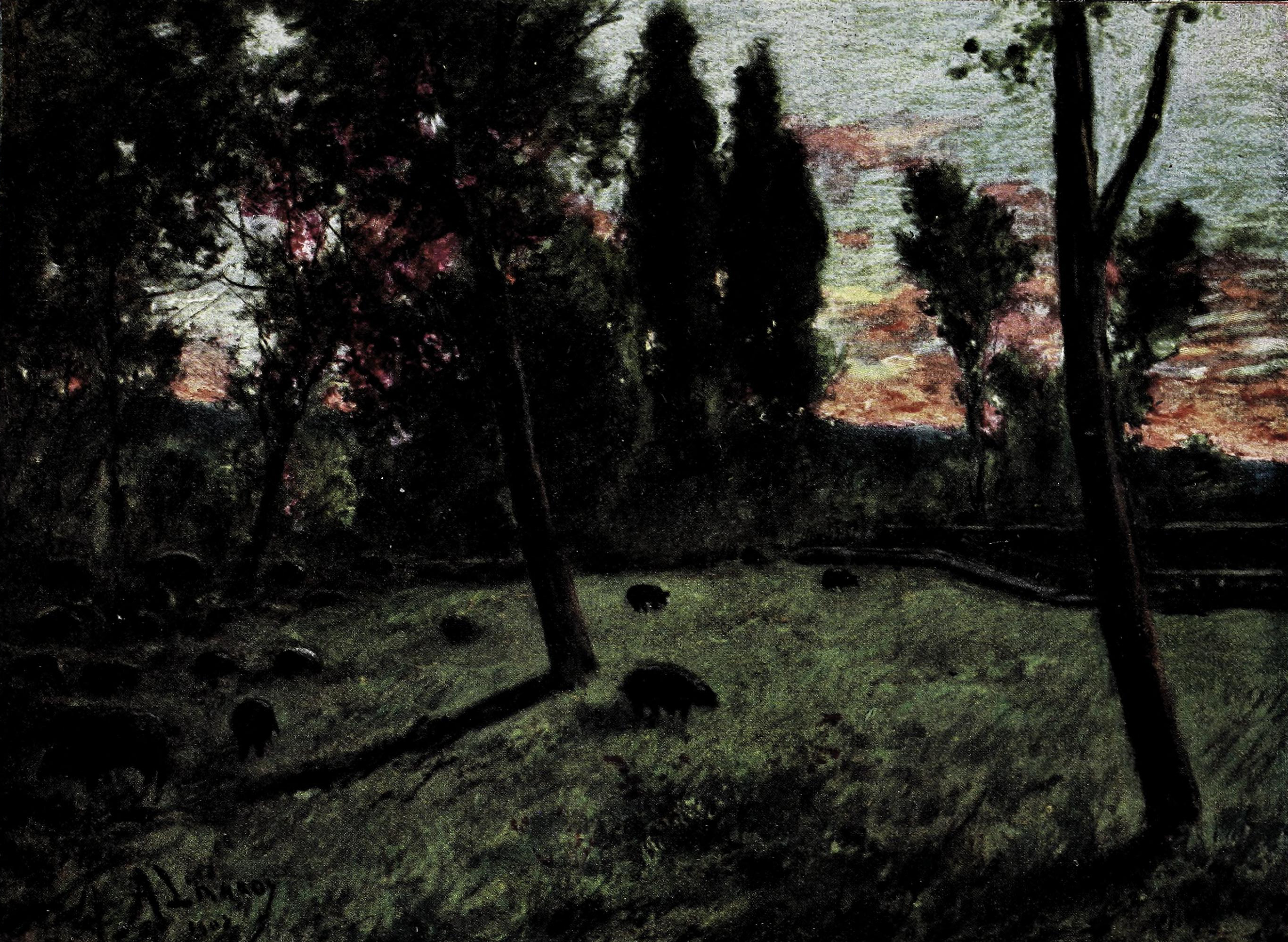
«En la Moncloa», de Agustín Lhardy (Blanco y Negro, 1907).

Treinta años más tarde, a causa de la Revolución de 1868, toda la propiedad de La Moncloa se desgajó de Patrimonio de la Corona y pasó a depender del Ministerio de Fomento. El palacio volvió a ser restaurado por Joaquín Ezquerra del Bayo en 1929, siendo reinaugurado como un museo.
Tanto el palacete como sus edificios auxiliares y jardines fueron completamente destruidos durante la Guerra Civil, en su lugar se erigió el actual Palacio de la Moncloa, sede de la Presidencia del Gobierno desde 1977.

## Jardines
La distribución botánica y el sembrado de estos últimos data de tiempos del rey Carlos III, y están atribuidos a Francisco Antonio Zea, que fue director del Real Jardín Botánico. Más tarde fueron rehabilitados por el paisajista Javier Winthuysen, que dio realce a las fuentes y esculturas decorativas. Otra importante reforma fue realizada a principios del siglo XX por el jardinero Cecilio Rodríguez, autor de numerosas obras en Madrid, como los Jardines de Sabatini del Palacio Real, o la famosa Rosaleda del Parque del Retiro.